# Eric van der Wal (tekenaar)
Eric Peter van der Wal (Assen, 1960) is een Nederlandse kunstenaar. Hij is onder het pseudoniem Pluis als politiek tekenaar verbonden aan De Telegraaf, het Dagblad van het Noorden en het Nederlands Dagblad, maar publiceert ook in andere media, waaronder EO-Visie en enkele vakbladen.
Pluis' eerste cartoons werden gepubliceerd in het Groninger stadsblad De Lawine. Vanaf 1984 tekende hij voor de Winschoter Courant. Nadat deze krant in 1987 was gefuseerd met de Drentse Courant werden zijn cartoons ook in dit dagblad gepubliceerd. Sinds 2002, toen de Drentse Courant opging in het Dagblad van het Noorden, is Van der Wal als vaste tekenaar bij deze krant werkzaam.Daarnaast is hij sinds 2009 verbonden aan De Telegraaf alwaar hij sinds de restyling van de krant naar tabloid-formaat, 10 oktober 2014, vijfmaal per week een politieke prent levert.
Van der Wal is tevens glasontwerper en muurschilder. In 2001 werd in Appingedam zijn eerste expositie gehouden.Tevens is hij sinds 1993 deelnemer aan de jaarlijkse tentoonstelling Politiek in Prent in het Tweede Kamergebouw in Den Haag. Als deelnemer aan verscheidene internationale cartoonwedstrijden viel hij verscheidene keren in de prijzen.